# Guineu grisa de Darwin
La guineu grisa de Darwin (Lycalopex fulvipes) és un petit cànid amenaçat del gènere Lycalopex. La guineu de Darwin fou capturada per primera vegada a l'illa Chiloé (davant la costa de Xile) el 1834 pel naturalista Charles Darwin. Durant molt de temps se la considerà una subespècie de la guineu grisa argentina (Lycalopex griseus), però el descobriment d'una petita població de guineus de Darwin a terra ferma, al Parc Nacional de Nahuelbuta, el 1990, i les posteriors anàlisis genètiques esclariren d'una vegada per totes l'estatus d'aquesa guineu com a espècie pròpia.